# Lokenath Brahmachari
Dieser Artikel wurde in der Qualitätssicherung Religion eingetragen. Hilf mit, die inhaltlichen Mängel dieses Artikels zu beseitigen, und beteilige dich an der Diskussion.
Baba Lokenath Brahmachari wurde in Kachuadham, Barasat, Indien, geboren und war ein bengalischer spiritueller Meister und Yogi, der als einer der einflussreichsten Gurus der östlichen Philosophie gilt.

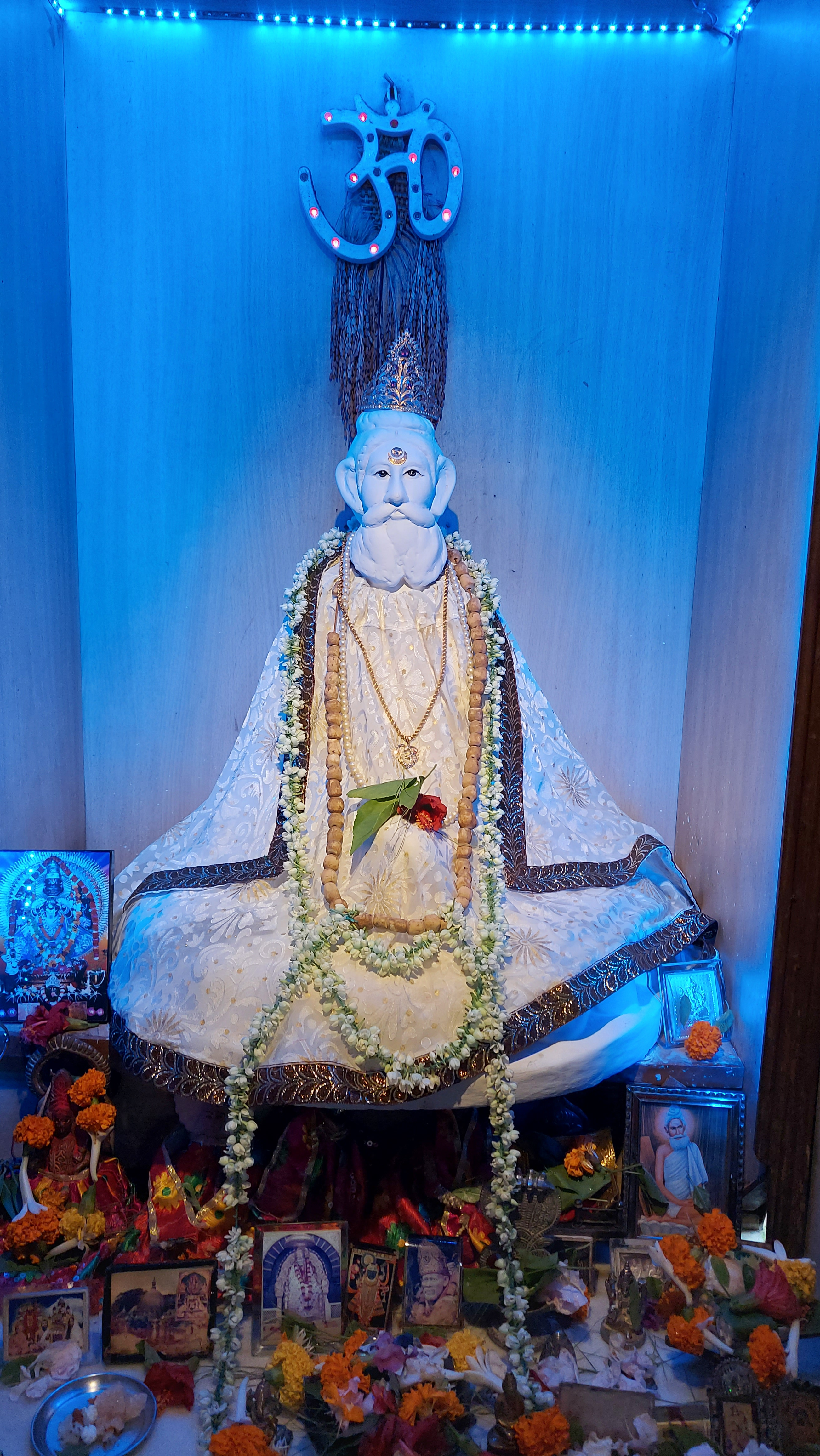
Heiligenfigur von Lokenath Brahmachari in einem gewöhnlichen Haushalt in Hatibagan, Kolkata, Indien.

## Geburt und Kindleben
Lokenath Ghoshal ist der Geburtsname von Baba Lokenath. Er wurde in Kachuadham im heutigen Westbengalen geboren und wuchs dort auf. Es heißt, dass Lokenath an Janmashtami (dem Geburtstag von Krishna) im Jahr 1730 geboren wurde. Er war das vierte Kind von Ramnarayan Ghoshal (Vater) und Kamaladevi (Mutter). Seine Eltern waren ein konservatives und frommes bengalisches Brahmanenpaar. Wie es zu seiner Zeit üblich war, hatten sich seine Eltern Berichten zufolge verpflichtet, einen ihrer Söhne zum Sannyasi zu machen. Im Alter von 10 Jahren wandte sich Loknaths Vater an Pandit Bhagavan Ganguly, einen örtlichen Yogi, der als Hausherr tätig war, um Lehrer seines Sohnes zu werden. Bhagavan Ganguly erkannte sofort das spirituelle Potential des jungen Lokenath und die göttliche Eigenschaft der Disziplin, die schon in jungen Jahren vorhanden war. Deshalb stimmte Bhagavan Ganguly zu, Loknath als seinen Schüler anzunehmen. Lokenath verließ seine Eltern und begann kurz darauf sein spirituelles Training mit Bhagavan Ganguly. Sein Freund Benimadhav begleitete ihn auf seiner spirituellen Expedition.

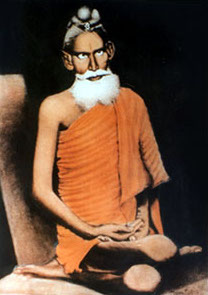
Porträt von Lokenath Brahmachari (Baba Lokenath)

## Geistliche Praxis
In den nächsten drei Jahrzehnten unterzog sich Baba Lokenath einer intensiven Ausbildung in verschiedenen Yoga-Schulen an mehreren abgelegenen Orten auf dem gesamten indischen Subkontinent. Er nahm einen extrem strengen Lebensstil an, gelobte das Zölibat (brahmacārī) und legte lange Fastenzeiten ein. Im Alter von 90 Jahren erlangte er schließlich 1820 im Himalaya die Erleuchtung. Sein Guru lebte noch und war zu diesem Zeitpunkt 150 Jahre alt. Nach seiner Erleuchtung soll er ganz Südasien und Südostasien zu Fuß bereist haben. Nachdem er die engen Grenzen des Glaubens und der Religion überwunden hatte, besuchte er viele religiöse Stätten des Islam, des Christentums, des Judentums, des Buddhismus, des Sikhismus und des Jainismus. Dazu gehörten drei Reisen nach Mekka und Touren durch das heutige Afghanistan, den Iran, Israel, Palästina und weite Regionen Zentralasiens einschließlich des Nahen Ostens.

## Rückkehr nach Bengalen
Baba Lokenath kehrte 1866 nach Bengalen zurück und ließ sich in Baradi in der Nähe von Dhaka (dem heutigen Bangladesch) nieder, wo er eigenhändig ein kleines Strohdach aus Lehm und Bambus baute. Dies sollte später für den Rest seines Lebens sein Aschram werden. Das Grundstück wurde von Dengu Karmakar gestiftet, den Baba in der Vergangenheit vor einer Verurteilung bewahrt hatte. Im Gegensatz zu vielen anderen Weisen und Mystikern seiner Zeit zog es Baba vor, sich bedeckt zu halten und jede Art von Öffentlichkeit zu vermeiden. Dennoch half und heilte er jeden, der ihn aufsuchte, unabhängig von seiner Kaste, seinem Glauben oder seiner Hautfarbe. Sein Ruhm verbreitete sich weit und breit, und der Ashram in Baradi zog langsam Anhänger aus der ganzen Welt an.

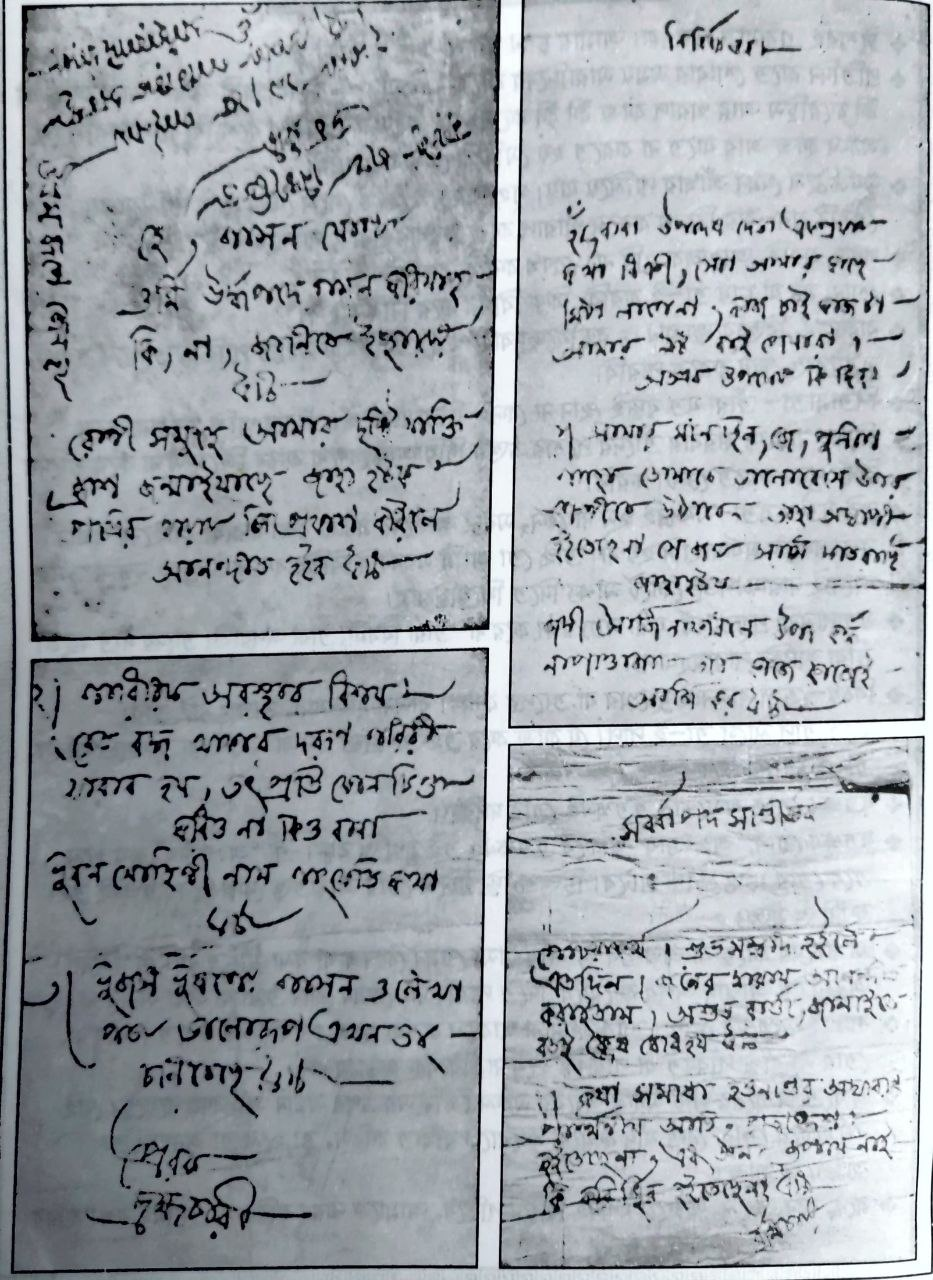
Handschriftliche Notizen von Lokenath Brahmachari, wie veröffentlicht in „শ্রদ্ধাঞ্জলি ১২১তম তিরোধন দিবস“ von শ্রীশ্রী লোকনাথ ব্রহ্মচারী আশ্রম, স্বামীবাগ রোড.

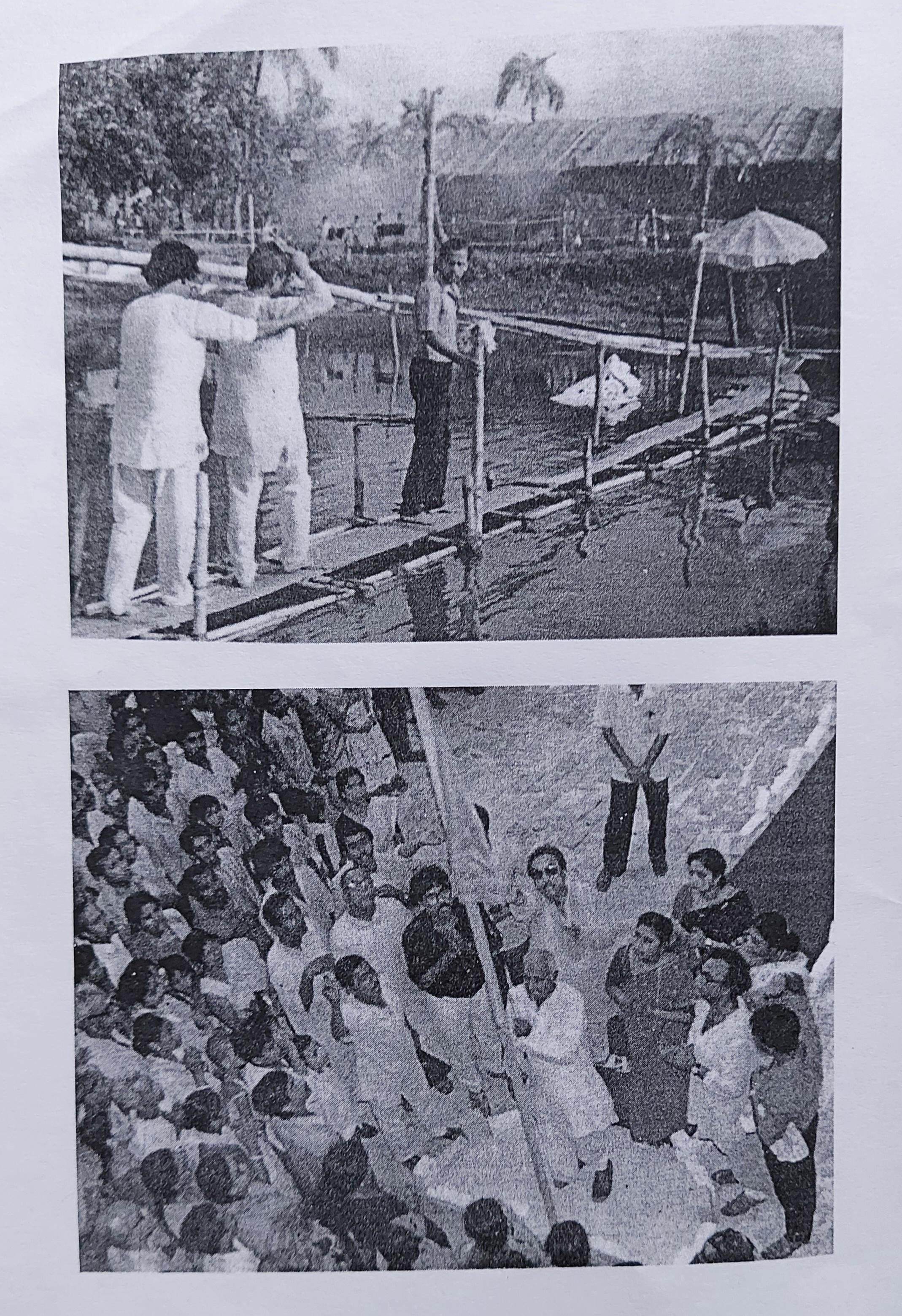
Lokenaths großer Verehrer Nityagopal Saha beim Bau des Tempels und am indischen Unabhängigkeitstag an Lokenath Brahmacharis Geburtsort Kachuadham.

## Kontroverse über Geburtsort
Baba Lokenaths Herkunft, d. h. sein Geburtsort, ist geheimnisumwittert. Am 8. April 1885 wurde vor T. Naylor, Asst. Magistrate von Narainganj, ein Originaldekret (Nr. 82 von 1935) nach dem „Provisions Act X“ von 1873 verhandelt, in dem Baba Lokenath offenbar dasselbe sagte:
„My name is Lokenath Brahmachari. My father's name is Ram Narain Ghosal. I am by caste Brahman. My home is at Mouza Chakla, Thana zilla Barasat. I reside at present in Mouza Baradi. Thana Narainganj, Zilla Dacca, where I am preist.“
Auf Deutsch übersetzt:
„Mein Name ist Lokenath Brahmachari. Der Name meines Vaters ist Ram Narain Ghosal. Ich gehöre der Kaste der Brahmanen an. Mein Zuhause ist in Mouza Chakla, Thana zilla Barasat. Zurzeit wohne ich in Mouza Baradi. Thana Narainganj, Zilla Dacca, wo ich Priester bin.“
Bei näherer Betrachtung wird in dem Buch von Tushar Kanti Basak „কচুয়া: লোকনাথ-গঙ্গার ত্রিবেনী সঙ্গম“ erwähnt, dass es nicht möglich ist, „. ...zilla Barasat“ auf 1885, wenn (nach ihm) der Bezirk Barasat zwischen 1834 und 1862 existierte (er zitiert das Zitat). Im Jahr 1861 wurde die gemeinsame Magistratur abgeschafft und der „Barasat-Distrikt“ wurde eine Unterabteilung des Distrikts Twenty-four Parganas. He also mentions that Lokenath couldn't have said that his father's name is „Ram Narain Ghosal“ when his father's real name was „Ram Kanai Ghosal“. Due to such inconsistencies, Basak mentions in his book that the birthplace of Lokenath Brahmachari has to be „Kachuadham“.
Die Schriftstellerin Jitavati Das erwähnt in ihrem Buch „Visuddha Prem“, dass „...Sri Lokenath Brahmachari wurde im ungeteilten Bengalen in einem kleinen Dorf namens Kachua (heute in Westbengalen, Indien) geboren.“
In dem Buch বারদীর গোঁসাই: শ্রীশ্রী লোকনাথ ব্রহ্মচারী, erwähnt der Autor in Bengali, dass Lokenath Brahmachari in কাঁকড়া-কচুয়া geboren wurde, was auf Deutsch „Kakra-Kachua“ bedeutet, im Jahr 1137 nach dem bengalischen Kalender.
Im Buch von Haripada Bhowmick - ত্রিকালদর্শী মহাপুরুষ শ্রী লোকনাথ ব্রহ্মচারীর জন্মস্থান প্রসঙ্গে (Trikaldarshi Mahapurush Shri Shri Lokenath Brahmachrir Janmasthan Prashange), erwähnt er ähnliche Punkte, wie sie von Tushar Kanti Basak festgestellt wurden. Mit Hilfe des Lokenath-Anhängers Nityagopal Saha nimmt er die Gerichtsakten von Narainganj zur Hand und kommentiert seine Ansichten in den folgenden Punkten:
(1) Wenn die Papiere des Gerichts stichhaltig sind, dann wird in demselben Papier erwähnt, dass Lokenath Brahmachari im Alter von nur 85 Jahren starb, obwohl er behauptet, er sei 160 Jahre alt geworden.
(2) Er erwähnt auch den gleichen Punkt wie Basak, nämlich dass Barasat erst 104 Jahre später, ab dem Datum des Gerichtssaals, eine Gemeinde wurde.
(3) Er behauptet auch, dass der Name von Lokenaths Vater Ram Kanai Ghoshal war, während aus den Unterlagen hervorgeht, dass Lokenath den Namen Ram Narayan Ghoshal erwähnt.
Im Buch der Swamibag Road Branch der Lokenath Mission von 2011: শ্রদ্ধাঞ্জলি ১২১তম তিরোধন দিবস, erwähnt Bishnupada Bhowmick auch, dass Lokenath Brahmachari im Jahr 1730 in Kachua geboren wurde.

## Andere Mythen und Legenden
Über das persönliche Leben von Baba Lokenath ist nicht viel bekannt. Es gibt mehrere Volksmärchen über seine Wunderkräfte und magischen Fähigkeiten. Er soll bis 160 Jahre alt geworden sein und bleibt eines der prominentesten Beispiele für den Mythos der menschlichen Langlebigkeit. Jahrzehntelanges Sadhana im Hochhimalaya hatte ihm die Fähigkeit verliehen, extrem kalte Temperaturen ohne warme Kleidung zu ertragen. In seinen späteren Jahren soll er auch das Schlafen völlig aufgegeben und nicht einmal geblinzelt haben. Da er nie jemanden abwies, wurde er auch der Wunschbaum genannt.

## Tod und Vermächtnis
Am 1. Juni 1890 (19 Joishtho 1297 BS) ging Baba mit weit geöffneten Augen in einen Samadhi. In seinem Baradi-Ashram war er von seinen Jüngern umgeben. Als er seine trauernden Anhänger kurz vor seinem Tod tröstete, versprach Baba, auch nach seinem Tod und für immer für jeden da zu sein, der betet und um Hilfe bittet. Eines seiner berühmten Zitate lautet grob übersetzt: „Ob im Krieg, im Wald oder auf dem Wasser; wenn du jemals in Gefahr bist, denke an mich, und ich werde dich retten.“ (Bengali: „রণে বনে জলে জঙ্গলে, যখনই যেখানে বিপদে পড়িবে, আমাকে স্মরণ করিবে আমি তোমাদের রক্ষা করিব।“)
Baba Lokenaths Lehren inspirieren auch noch weit über ein Jahrhundert nach seinem Tod spirituelle Menschen in Indien und im Ausland.

## Weiterführende Literatur
- Haripada Bhowmick: ত্রিকালদর্শী মহাপুরুষ শ্রী শ্রী লোকনাথ ব্রহ্মচারীর জন্মস্থান প্রসঙ্গে. Lokenath Mission, Kachua, 15. März 1983 (bengalisch, archive.org).
- Haripada Bhowmick: শ্রী শ্রী লোকনাথ বাবার জন্মস্থান পূর্ণতীর্থ কচুয়াধাম. Lokenath Mission, Kachua, 2014 (bengalisch).
- Tushar Kanti Basak: Kachua Lokenath-Gangar Tribeni Sangam. Lokenath Mission Kachua, 15. April 2023, S. 6 (englisch, archive.org).
- Sanjeev Shukla: Yogis of India Timeless Stories of Their Lives and Wisdom. Wisdom Tree Publishers, 2014, ISBN 978-81-8328-304-5, S. 200 (englisch).
- Amritangshu Ghosh: What is the Infinite Power? Notion Press, 2020, ISBN 978-1-63669-200-5, S. 56 (englisch).
- Haripada Dhar: Something Worth Reading for Inspiration. Xlibris Corporation LLC, 2017, ISBN 978-1-5434-2711-0, S. 74 (englisch).
- Samir Kanti: Space and My Life (A Layman'S Choice of Understanding). Partridge Publishing India, 2014, ISBN 978-1-4828-4348-4, S. 136 (englisch).